# Sparkasse Südholstein
Die Sparkasse Südholstein ist eine Sparkasse in Schleswig-Holstein mit Hauptsitz in Neumünster.
Sie ist 2003 hervorgegangen aus der Fusion der Kreissparkassen der Kreise Pinneberg und Segeberg zur Kreissparkasse Südholstein, die sich mit der Stadtsparkasse Neumünster im Jahr 2005 zur heutigen Sparkasse Südholstein vereinigt hat.

## Organisationsstruktur
Die Sparkasse Südholstein ist eine Anstalt des öffentlichen Rechts. Rechtsgrundlagen für die Sparkasse sind das Sparkassengesetz für Schleswig-Holstein und die durch den Verwaltungsrat der Sparkasse erlassene Satzung. Organe der Sparkasse sind der Vorstand und der Verwaltungsrat.
Träger der Sparkasse Südholstein ist der Zweckverband Sparkasse Südholstein. Dem Zweckverband gehören die Kreise Pinneberg und Segeberg sowie die Städte Neumünster und Uetersen als Mitglieder an.

## Geschäftsgebiet
Das Geschäftsgebiet erstreckt sich weitestgehend auf das Gebiet der Kommunen der Kreise Pinneberg (mit Ausnahme der Städte Elmshorn und Wedel) und Segeberg sowie auf die kreisfreie Stadt Neumünster.

## Geschäftsausrichtung
Die Sparkasse Südholstein wies im Geschäftsjahr 2023 eine Bilanzsumme von 6,757 Mrd. Euro aus und verfügte über Kundeneinlagen von 5,285 Mrd. Euro. Gemäß der Sparkassenrangliste 2023 liegt sie nach Bilanzsumme auf Rang 56. Sie unterhält 50 Filialen/Selbstbedienungsstandorte und beschäftigt 906 Mitarbeiter.
Die Sparkasse Südholstein betreibt als Sparkasse das Universalbankgeschäft. Im Verbundgeschäft arbeitet sie mit den gängigen der Sparkassen-Finanzgruppe zugehörigen Instituten zusammen. Hierzu zählen insbesondere die LBS Landesbausparkasse NordOst AG, die DekaBank und die Provinzial NordWest.

## Aktuelles
Im September 2006 berichtete das Hamburger Abendblatt, dass die Sparkasse Südholstein im Geschäftsjahr 2006 harte Bewährungsproben zu überstehen hatte. Diese stünden in Zusammenhang mit Altlasten im Aktivgeschäft und der Verschärfung des allgemeinen Wettbewerbs auf dem Bankenmarkt. Im Jahr 2007 wurde die Sparkasse Südholstein zudem von der Landesregierung Schleswig-Holstein wegen des Verkaufs von angeblich 'faulen' Krediten an die Firma Lone Star gerügt und erregte mit dieser Praxis weiteres mediales Interesse.
In den Jahren 2009 und 2013 hat der Verbandsvorstand des Sparkassen- und Giroverbandes für Schleswig-Holstein (SGVSH) den Stützungsfall gem. § 3 Nr. 3 der Satzung des Sparkassenstützungsfonds des SGVSH festgestellt. Im Rahmen des jüngsten Beschlusses erfolgte eine Kapitalzusage in Höhe von 60 Mio. Euro in Form von hartem Kernkapital, das die zukünftigen Anforderungen der Capital Requirements Directive (CRD) IV (Basel III) erfüllt.
Aktuell entsteht in der Innenstadt Neumünsters ein neuer Hauptsitz der Sparkasse Südholstein. Das ehemalige Karstadt-Haus am Großflecken wurde dazu aufwendig entkernt und teilweise abgerissen. Bis Ende 2024 sollen an dem Standort nicht nur die Sparkasse selbst, sondern auch die Stadtbücherei Neumünster und Gastronomie in repräsentativer Lage direkt an der Schwale einziehen.